# Gokuraku-ji (Naruto)

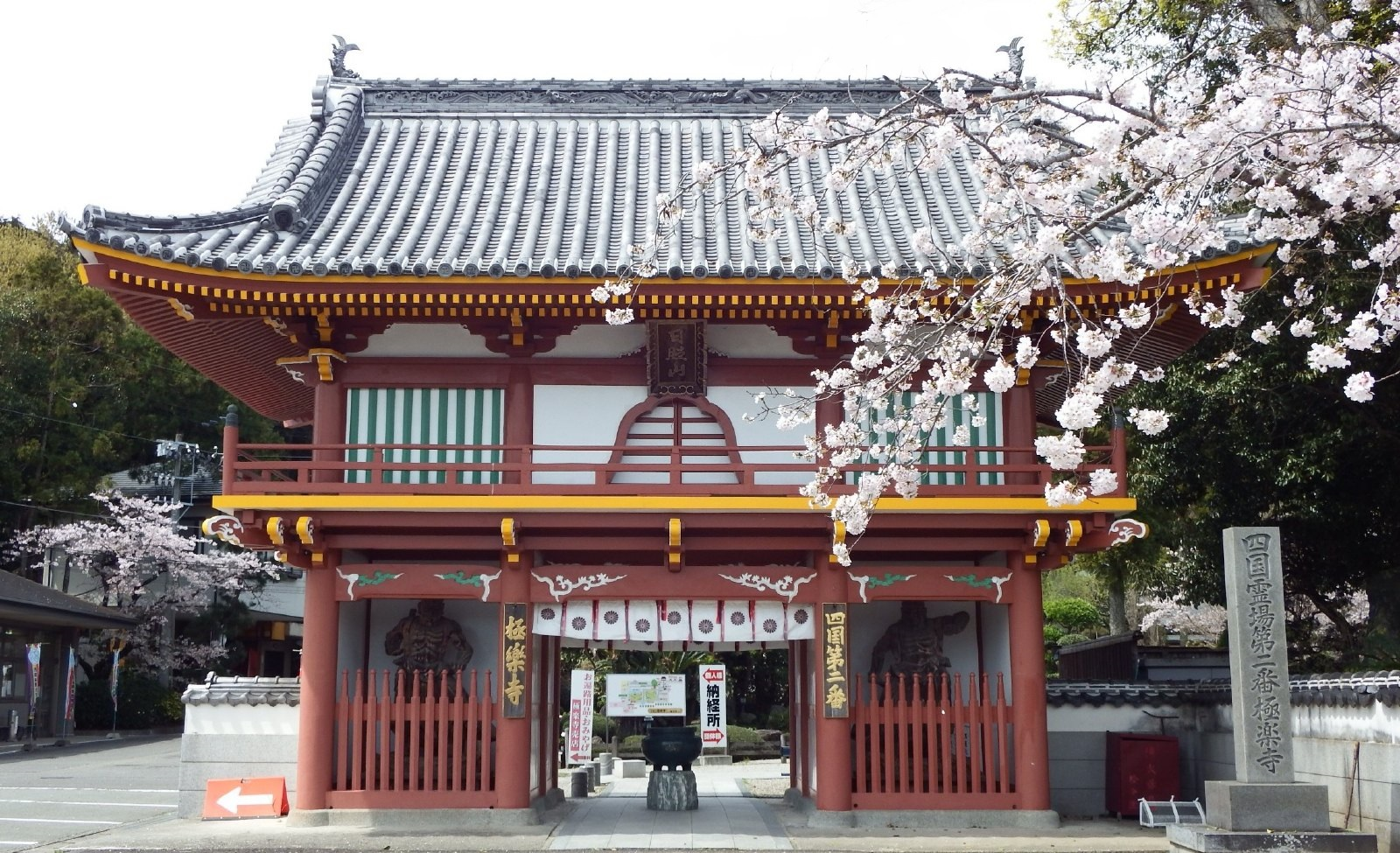
Tempeltor

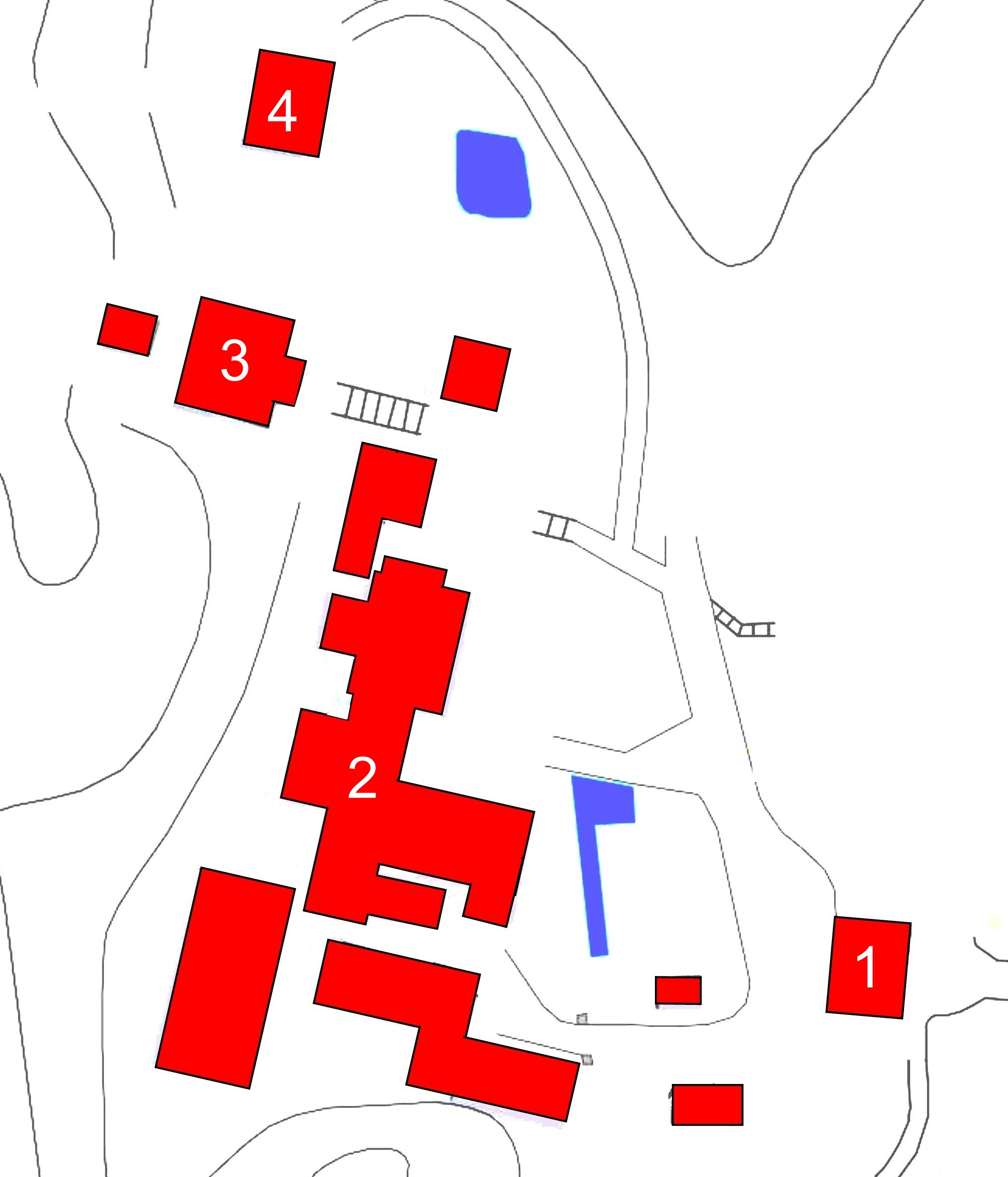
Plan des Tempels (s. Text)

Das Gokuraku-ji (japanisch 極楽寺) mit den Go  Nisshōzan (日照山) und Muryōjuin (無量寿院) ist ein Tempel der zur Kōyasan-Richtung (高野山派) des Shingon-Buddhismus gehört. Er befindet sich in der Stadt Naruto in der Präfektur Tokushima und ist der zweite Tempel auf der Liste der 2. Tempel des Shikoku-Pilgerwegs.

## Geschichte
Priester Gyōki soll den Tempel begründet haben. Es war dann Priester Kūkai, der im Jahr 815 hier die Amida-Sutra (阿弥陀経) 37 Tage lang gelesen hat. Als daraufhin Amida Nyorai erschien, soll er dessen Gestalt aus Holz angefertigt und zum Hauptkultgegenstand erhaben haben. Der heilige Amida soll ein Glanzlicht ausgestrahlt haben, das über das Meer reichte. Daraufhin schütteten die Fischer vor der Haupthalle einen Hügel auf, um das Licht abzuschatten. Sie gaben den Tempel den Namen „Nisshōzan“, also „Sonnenschein-Tempel“. In den Bürgerkriegsjahren des 16. Jahrhunderts fiel der Tempel den Truppen des Chōsokabe Motochika zum Opfer. Erst 1659 konnte die Haupthalle mit Hilfe des Fürsten Hachizuka Mitsutaka (蜂須賀光隆; 1630–1660) wieder errichtet werden.
Auf Grund der Dachziegel, die man auf dem Tempelgelände ausgegraben hat, und die ein achtblättriges Lotus-Muster (八葉弁蓮華文鐙瓦, Hachiyōben rengemon abumigawara) zeigen, lässt sich die Tempelgründung auf die späte Heian-Zeit datieren.

## Anlage
Am Fuße der Anhöhe steht auf der Straße das Tempeltor [1], das als Turmtor ausgeführt ist. Auf dem Weg nach oben passiert man eine Reihe von Gebäuden, darunter das Abtquartier (方丈, Hōjō; 2]). Die heutige Haupthalle (本堂, Hondō, 3) stammt aus dem Jahr 1659. Ein weiteres Gebäude weiter oben ist die Tempelgründer-Halle (大師堂, Daishidō, 4). Auf dem Gelände steht eine uralte Sicheltanne, die Kūkai gepflanzt haben soll. Sie wird von werdenden Müttern aufgesucht, die dort für eine glückliche Geburt beten.

## Schätze des Tempels
Die Skulptur des Amida Nyorai ist als Wichtiges Kulturgut Japans registriert. Zu den weiteren Schätzen des Tempels gehört das Mandala-Paar der „Beiden Welten“ (両界曼荼羅双幅, Ryōkai Mandara Sōfuku). Die Welten sind auf farbiger Seide zum Teil mit Gold aufgetragen und sind als Schatz der Präfektur registriert.

## Bilder

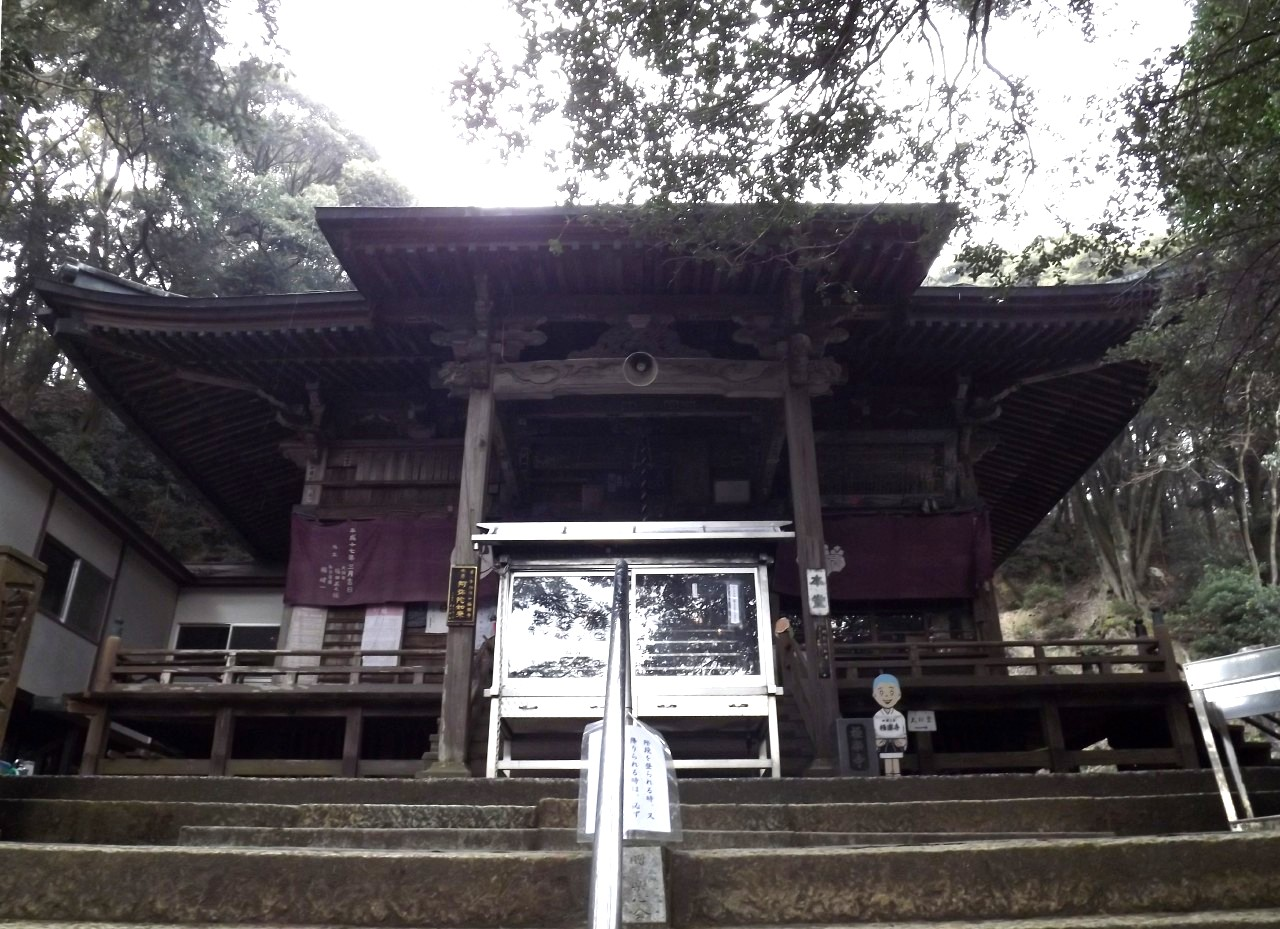
Haupthalle
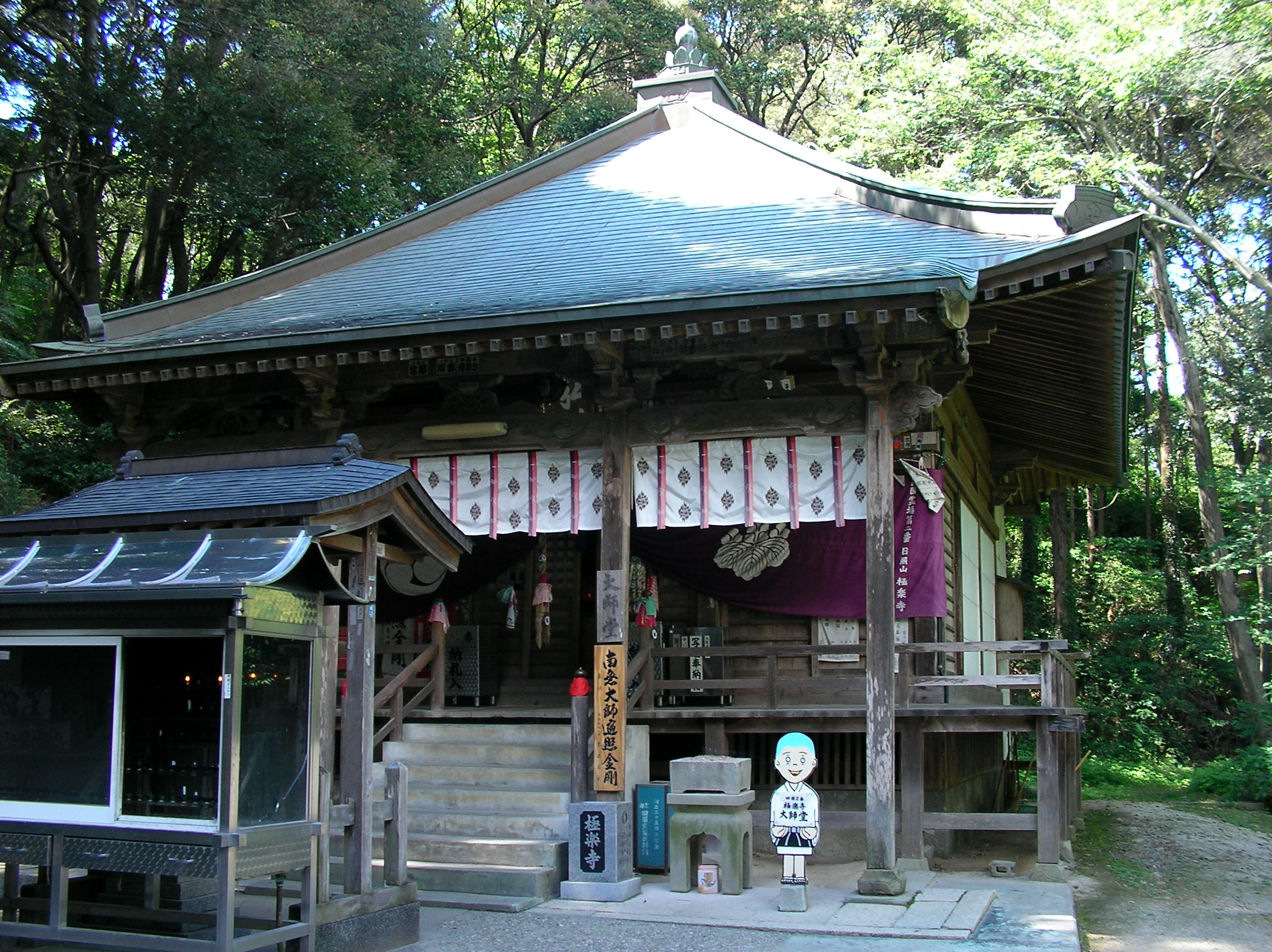
Daishidō
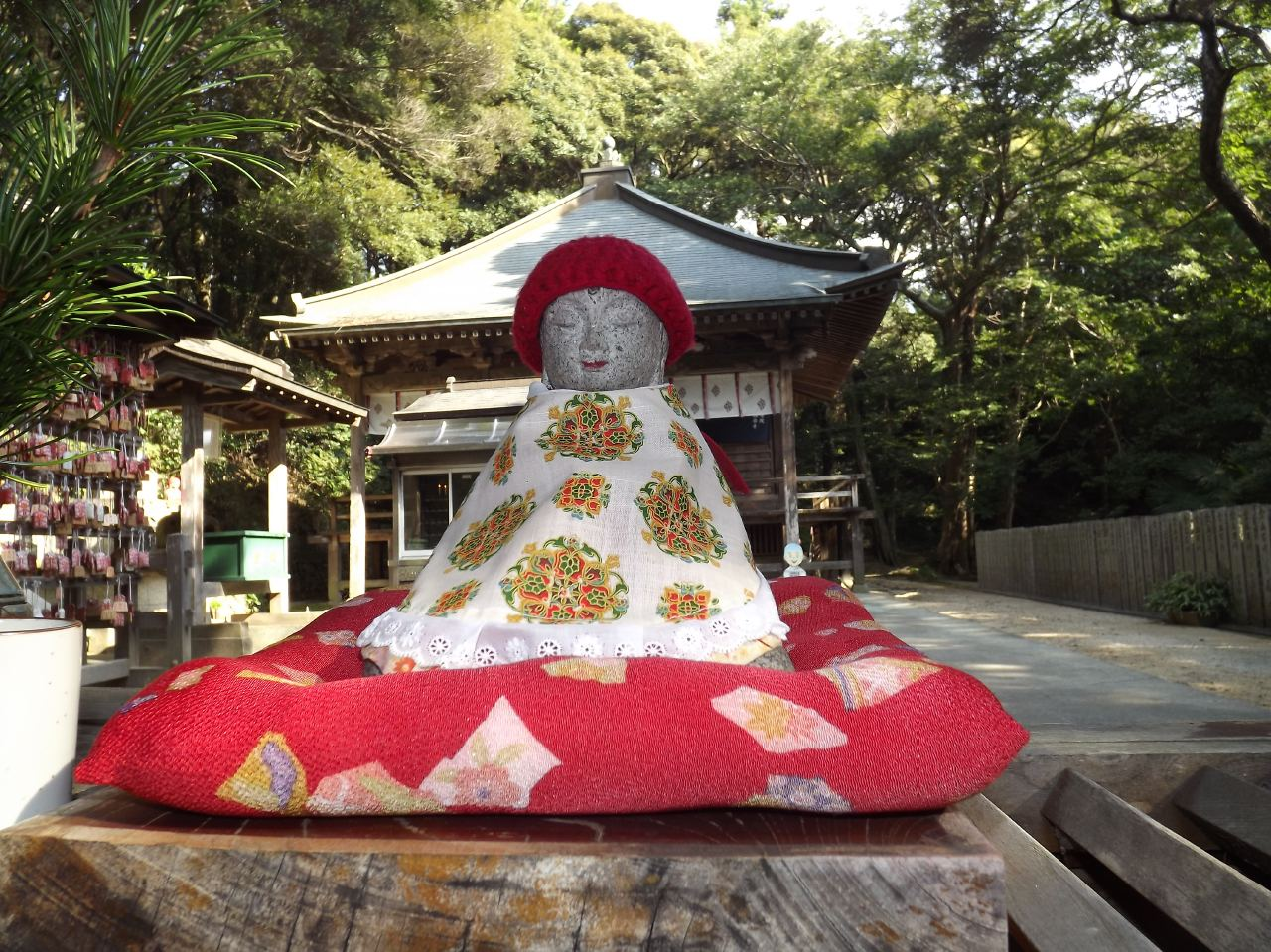
Jizō
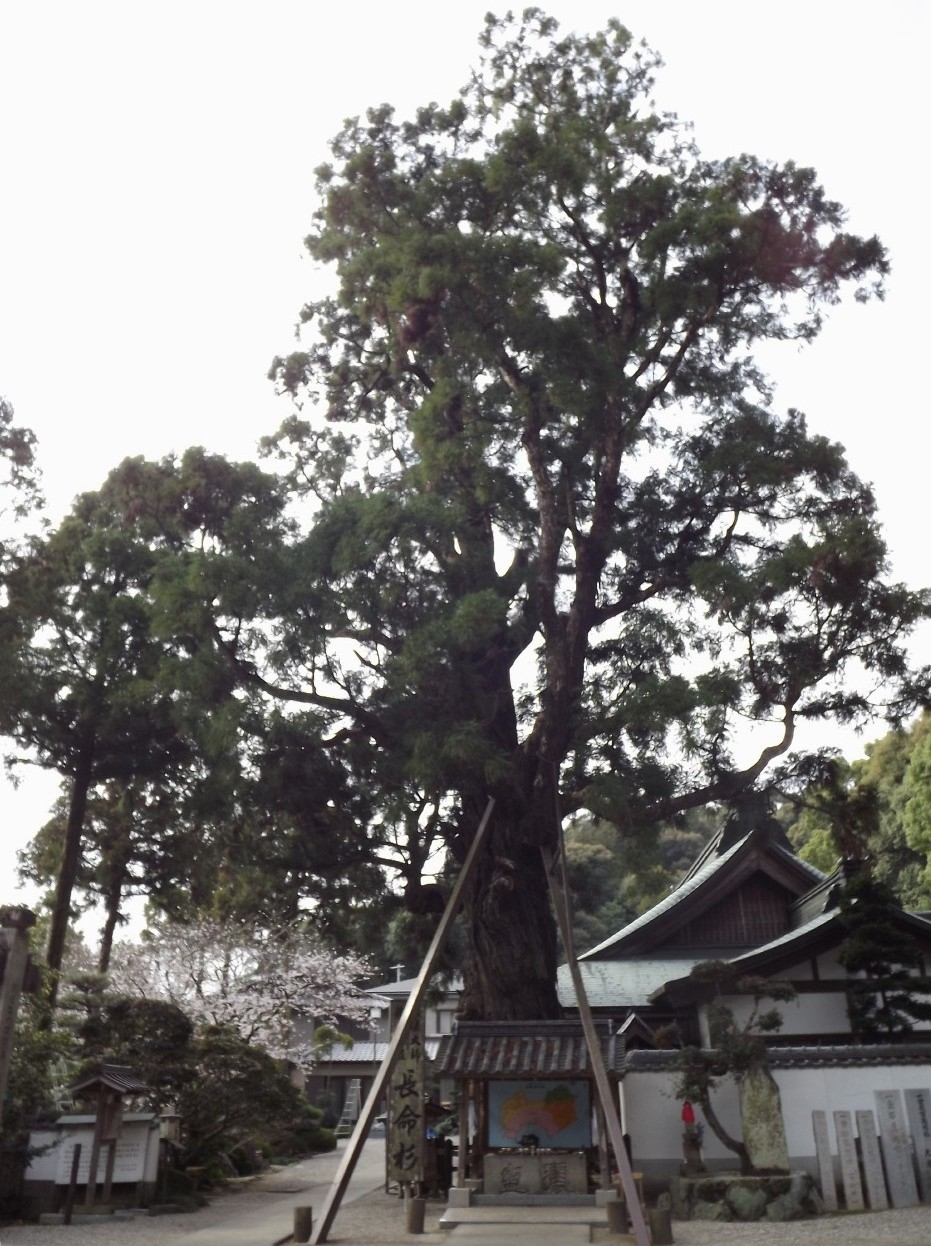
Alte Sicheltanne
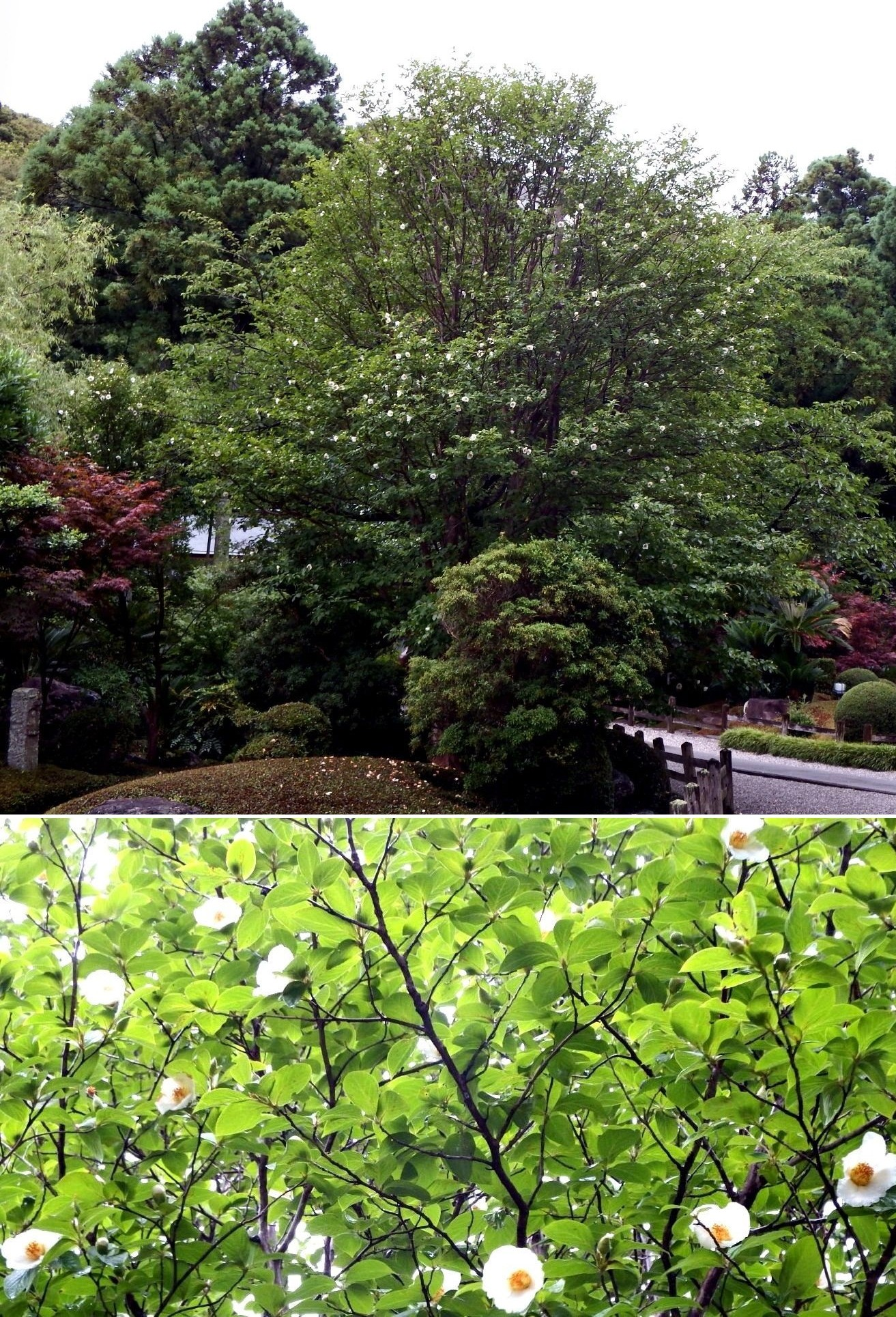
Scheinkamelie